# Pam Bileck
Pamela Jean Bileck dite Pam Bileck (née le 1er décembre 1968 à Pittsburgh) est une gymnaste artistique américaine.

## Biographie
Pam Bileck remporte aux Jeux olympiques d'été de 1984 à Los Angeles la médaille d'argent du concours général par équipe. Elle participe aussi aux épreuves individuelles lors de ces Jeux sans jamais dépasser le stade des qualifications.

## Palmarès

### Jeux olympiques
- Los Angeles 1984
  -  médaille d'argent au concours général par équipes.